# Alte Allee 17 (München)

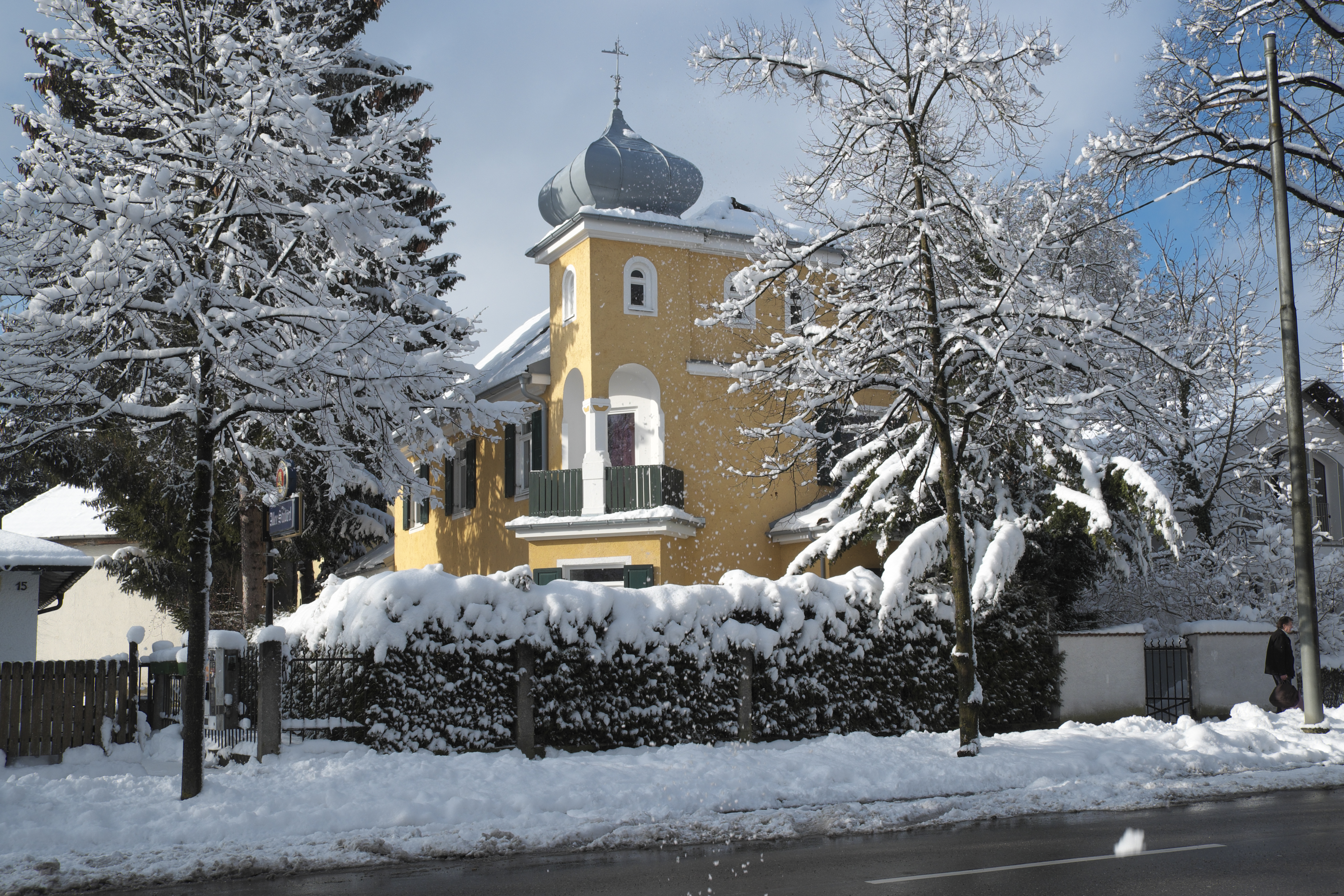
Haus Alte Allee 17 im Stadtteil Obermenzing von München

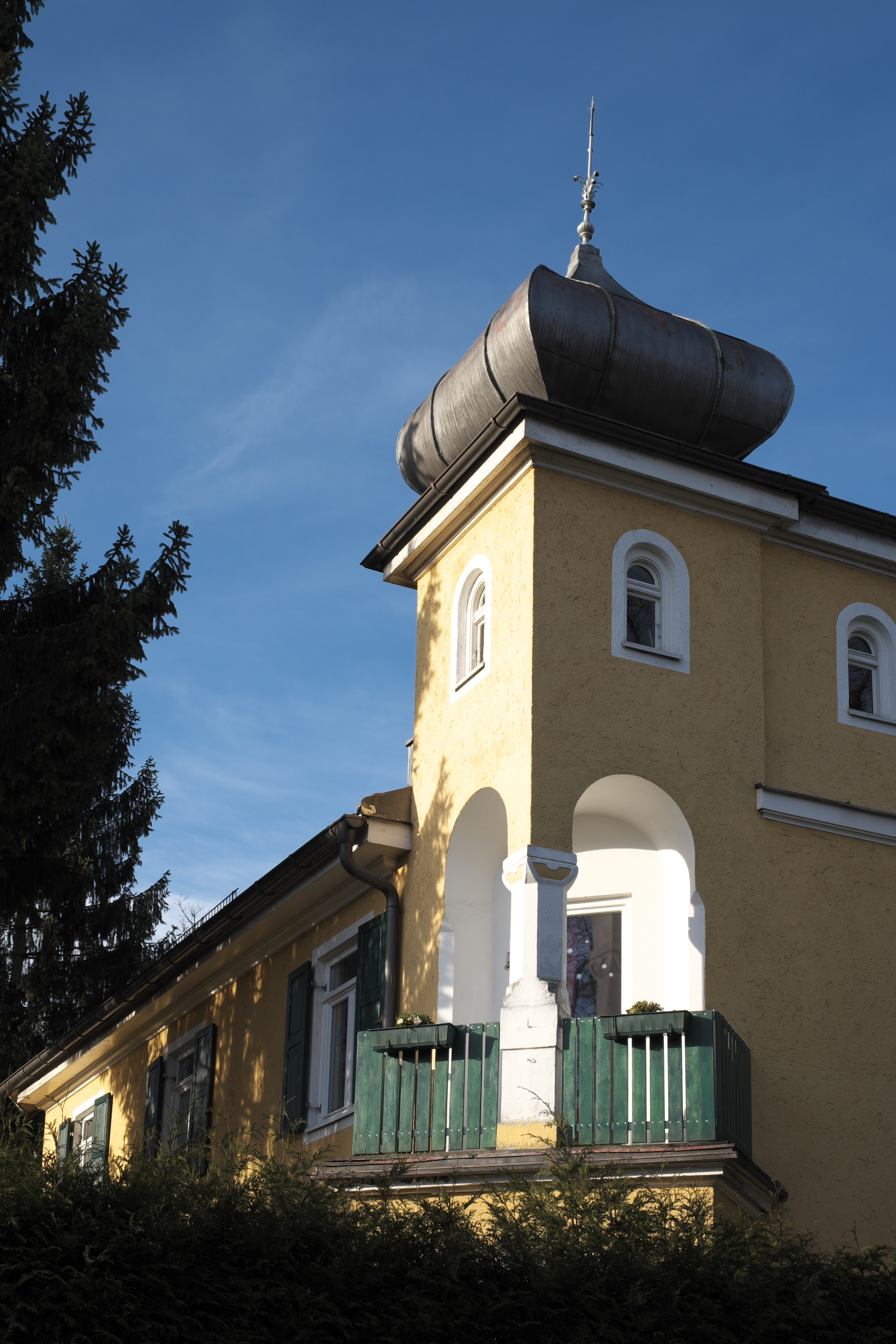
Eckturm mit Altan

Das Haus Alte Allee 17 im Stadtteil Obermenzing der bayerischen Landeshauptstadt München wurde 1897 errichtet. Das Wohnhaus in der Alten Allee, das zur Villenkolonie Pasing II gehört, ist ein geschütztes Baudenkmal.
Das zweigeschossige Wohnhaus mit Dachausbau besitzt einen dreigeschossigen Eckturm, der von einer Zwiebelhaube bekrönt wird. Der rechteckige Turm ist im ersten Obergeschoss als Altan ausgeführt.